# 貝洛沃市鎮

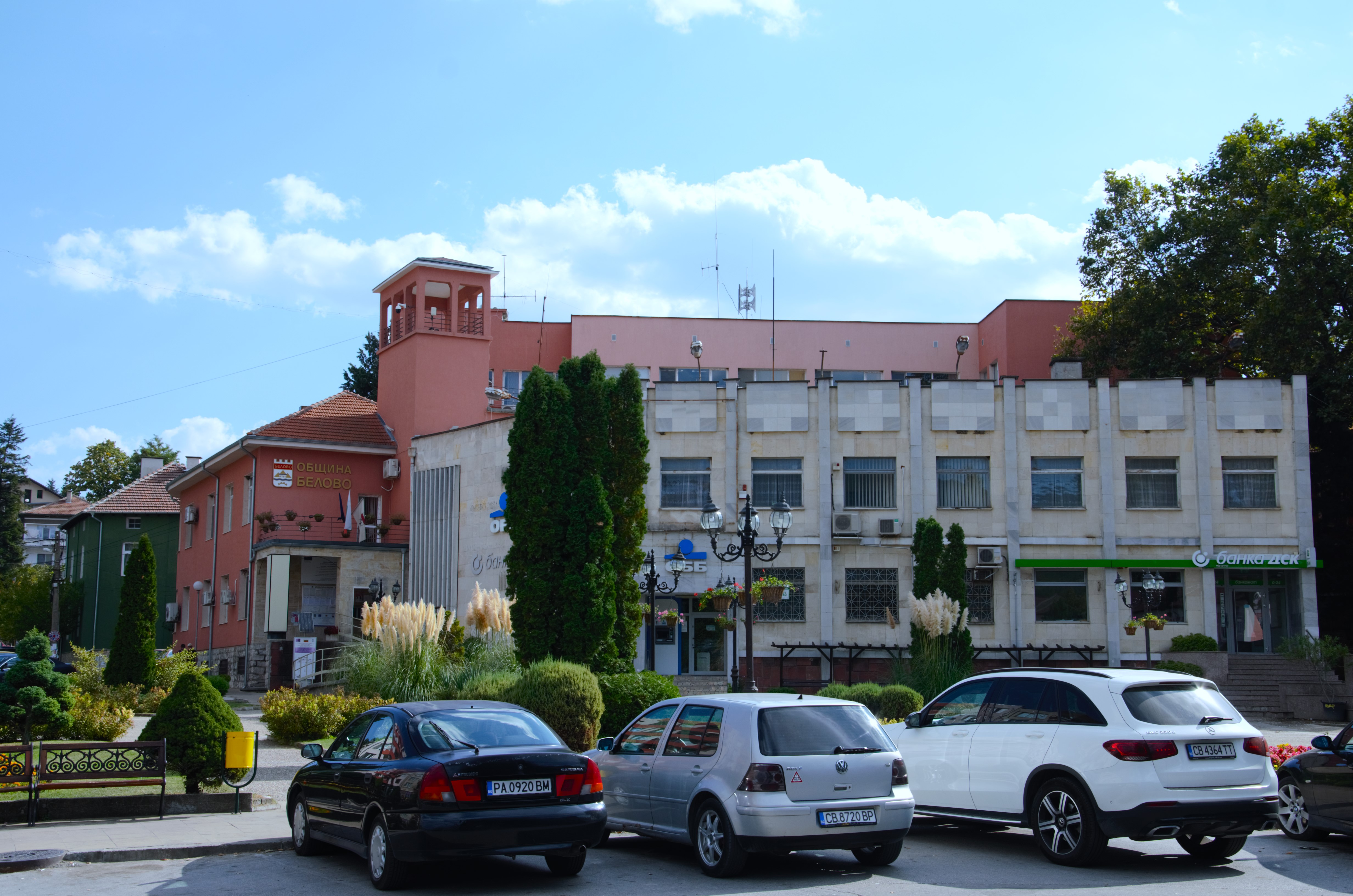
市政厅

42°13′01″N 24°01′01″E / 42.217°N 24.017°E
貝洛沃市鎮是保加利亞西南部帕扎爾吉克州的市鎮，行政中心为贝洛沃，面積346.36平方公里，2011年人口数量为8,891人，人口密度每平方公里26人。